# .mr
.mr is het internet landcode topleveldomein van Mauritanië.